# Emma Bedzjanjan
Emma Bedzjanjan (armeniska: Էմմա Բեջանյան), känd som Emmy (Էմմի) född 12 april 1984 i Jerevan i dåvarande Armeniska SSR i Sovjetunionen, är en armenisk sångerska. Emmy anses vara en av Armeniens mest populära och inflytelserika sångare, med smeknamn som "popprinsessan" och "Armeniens popikon".

## Karriär
Emmys karriär tog fart efter att hon spelat in sin första låt, "Hajastan" och släppte videon till låten 1993. Medan hon vann flera priser vid musiktävlingar i Armenien, Ryssland och Europa sjöng och turnerade hon med folk-popkvartetten Hajer (1994–2000).

### Eurovision Song Contest
Vid en presskonferens den 11 december 2010 meddelade Armeniens public service-TV-bolag ARMTV att Emma Bedzjanjan  (Emmy) kom att representera Armenien vid Eurovision Song Contest 2011 i Düsseldorf, Tyskland. Hennes bidrag valdes vid en nationell final i början av mars år 2011. Uttagningen av bidraget fungerade på samma sätt som år 2008, när Sirusho Harutiunjan fick framföra olika bidrag som tittarna sedan fick rösta på. Den 20 januari meddelade Emmy att hon skulle komma att få sällskap av den armeniska artisten Mihran, som hon deltog med i den nationella uttagningen året före. Senare meddelade den armeniska delegationschefen Gohar Gasparjan att det var ett falskt rykte. Emmy deltog även i den armeniska uttagningen till Eurovision Song Contest 2010, tillsammans med Mihran sjöng hon bidraget "Hey! (Let Me Hear You Say)", som bland annat stöddes av Ricky Martin. De fick dock se sig besegrade i finalen av Eva Rivas, som fick åka till Oslo. Den 5 mars valdes låten Boom-Boom att representera Armenien vid tävlingen i Düsseldorf i maj.
Emmy deltog i den första semifinalen av två, den 10 maj 2011. Där var hon inte bland de tio bidrag som fått flest röster och hon gick därmed inte vidare till finalen den 14 maj. Detta innebär att Armenien missade finalen i Eurovision för första gången sedan debutåret år 2006.

### Andra projekt
Emmy driver även Emmy-B Production Center, ett musikproduktionsbolag som söker nya unga talanger i Armenien.